# Громково
Громково — деревня в Богородском городском округе Московской области России.

## Население
| 1852 | 1859 | 1926 | 2002 | 2006 | 2010 |
| ---- | ---- | ---- | ---- | ---- | ---- |
| 160  | ↗162 | ↗256 | ↘81  | ↘22  | ↗45  |

## География
Деревня Громково расположена на северо-востоке Московской области, в северо-западной части Богородского городского округа, у границы с Щёлковским районом, на Щёлковском шоссе А103, примерно в 43 км к северо-востоку от центра города Москвы и 18 км к северо-западу от центра города Ногинска, по левому берегу реки Вори бассейна Клязьмы.
В 13 км к югу от деревни проходит Горьковское шоссе М7, в 7 км к северо-западу — Фряновское шоссе Р110, в 8 км к северо-востоку — Московское малое кольцо А107. Ближайшие населённые пункты — посёлок Медное-Власово, деревни Авдотьино и Мизиново.
В деревне 7 улиц — Дальняя, Дружная, Молодёжная, Новая, Светлая, Тихая, Цветочная.

## История
В середине XIX века деревня относилась ко 2-му стану Богородского уезда Московской губернии и принадлежала коллежскому асессору Гурьеву М. В., в деревне было 13 дворов, крестьян 72 души мужского пола и 88 душ женского.
В «Списке населённых мест» 1862 года Громково (Громниково) — владельческая деревня 2-го стана Богородского уезда Московской губернии на Стромынском тракте (из Москвы в Киржач), в 19 верстах от уездного города и 9 верстах от становой квартиры, при реке Воре, с 20 дворами и 162 жителями (79 мужчин, 83 женщины).
По данным на 1890 год — деревня Гребневской волости 3-го стана Богородского уезда.
В 1913 году — 48 дворов.
По материалам Всесоюзной переписи населения 1926 года — центр Громковского сельсовета Щёлковской волости Московского уезда в 7,5 км от Анискинского шоссе и 15 км от станции Щёлково Северной железной дороги, проживало 256 жителей (115 мужчин, 141 женщина), насчитывалось 47 хозяйств, из которых 38 крестьянских.
С 1929 года — населённый пункт Московской области.
Административно-территориальная принадлежность
1929—1959 гг. — деревня Анискинского сельсовета Щёлковского района.
1959—1962 гг. — деревня Анискинского сельсовета Балашихинского района (до 16.06.1959), Балобановского сельсовета Ногинского района (до 05.11.1959) и Ямкинского сельсовета Ногинского района.
1962—1963, 1965—1994 гг. — деревня Пашуковского сельсовета Ногинского района.
1963—1965 гг. — деревня Пашуковского сельсовета Орехово-Зуевского укрупнённого сельского района.
1994—2006 гг. — деревня Пашуковского сельского округа Ногинского района.
2006—2018 гг. — деревня сельского поселения Ямкинское Ногинского муниципального района.
С 2018 года — деревня сельского поселения Ямкинское Богородского городского округа.

## Достопримечательности
- Громковские курганы XII—XIII вв. в 1,5 км к северо-востоку от деревни, на левом берегу реки Пружёнки, — памятник археологии[22].
- Громковское селище XII—XIII вв. в 2 км к северо-востоку от деревни, левом берегу реки Пружёнки, — памятник археологии[22].
- Каменный часовенный столб постройки конца XIX — начала XX века[23]. Памятник архитектуры регионального значения[24].

## Комментарии
1. ↑  В материалах переписи 1926 года деревня Громково указана как центр Громковского сельсовета, однако в справочнике по административно-территориальному делению Московской губернии 1917—1929 гг. в этот период времени сельсовет уже не значится.

Источники
1. ↑  Справочник по административно-территориальному делению Московской губернии (1917—1929 гг.) / А. А. Кобяков. — М., 1980. — С. 25, 226. — 554 с. — 500 экз.